# Wereldkampioenschap voetbal 2006 (Groep A) Duitsland - Polen
Deze pagina is een subpagina van het artikel Wereldkampioenschap voetbal 2006. Hierin wordt de wedstrijd in de groepsfase in groep A tussen Duitsland en Polen gespeeld op 14 juni 2006 nader uitgelicht.

## Nieuws voorafgaand aan de wedstrijd
- 9 juni - Duitsland won haar eerste WK-duel tegen Costa Rica met 4-2. Doelpunten aan Duitse zijde waren van Philipp Lahm, Miroslav Klose en Torsten Frings. Klose scoorde twee keer.
- 9 juni - Polen verloor haar eerste WK-duel tegen Ecuador met 0-2.

## Wedstrijdgegevens
| Datum                | 14 juni 2006                     | 14 juni 2006                     |
| Stadion              | Signal Iduna Park, Dortmund      | Signal Iduna Park, Dortmund      |
| Toeschouwers         | 65.000                           | 65.000                           |
| Scheidsrechter       | Luis Medina Cantalejo            | Luis Medina Cantalejo            |
| Assistenten          | Victoriano Giraldez Pedro Medina | Victoriano Giraldez Pedro Medina |
| Vierde man           | Khalil Al Ghamdi                 | Khalil Al Ghamdi                 |
| Man van de wedstrijd | Philipp Lahm                     | Philipp Lahm                     |
|                      | Duitsland                        | Polen                            |
| Doelpunten           | 1                                | 0                                |
| Gele kaarten         | 3                                | 4                                |
| Rode kaarten         | 0                                | 1                                |
| Wissels              | 3                                | 3                                |
| Schoten op doel      | 8                                | 3                                |
| Schoten naast doel   | 8                                | 3                                |
| Overtredingen        | 21                               | 17                               |
| Hoekschoppen         | 10                               | 4                                |
| Buitenspel           | 6                                | 2                                |
| Strafschoppen        | 0                                | 0                                |
| Balbezit (tijd)      | 29'00"                           | 21'00"                           |
| Balbezit (%)         | 58%                              | 42%                              |

| Duitsland | 1 – 0                | Polen |
| Oliver Neuville (David Odonkor) 90+1' | doelpunten (assists) | |
| Jürgen Klinsmann | bondscoach           | Paweł Janas |
| Jens Lehmann Arne Friedrich 64' Bastian Schweinsteiger 77' Torsten Frings Miroslav Klose Michael Ballack Philipp Lahm Per Mertesacker Bernd Schneider Lukas Podolski 71' Christoph Metzelder | opstellingen         | Artur Boruc Marcin Baszczyński Jacek Bąk Radosław Sobolewski 77' Jacek Krzynówek Maciej Żurawski 83' Michał Żewłakow Ebi Smolarek Arek Radomski Bartosz Bosacki 90+1' Ireneusz Jeleń |
| David Odonkor 64' Oliver Neuville 71' Tim Borowski 77' | wissels              | 77' Mariusz Lewandowski 83' Dariusz Dudka 90+1' Paweł Brożek |
| Michael Ballack 58' David Odonkor 68' Christoph Metzelder 70' | gele kaarten         | 3' Jacek Krzynówek 85' Artur Boruc |
| | rode kaarten         | 75' Radosław Sobolewski |

## Overzicht van wedstrijden
| Groepswedstrijden | | | |
| Groep A | Groep B | Groep C | Groep D |
| Duitsland - Costa Rica Polen - Ecuador Duitsland - Polen Ecuador - Costa Rica Ecuador - Duitsland Costa Rica - Polen             | Engeland - Paraguay Trinidad en Tobago - Zweden Engeland - Trinidad en Tobago Zweden - Paraguay Zweden - Engeland Paraguay - Trinidad en Tobago | Argentinië - Ivoorkust Servië en Montenegro - Nederland Argentinië - Servië en Montenegro Nederland - Ivoorkust Nederland - Argentinië Ivoorkust - Servië en Montenegro | Mexico - Iran Angola - Portugal Mexico - Angola Portugal - Iran Portugal - Mexico Iran - Angola                               |
| Groep E | Groep F | Groep G | Groep H |
| Italië - Ghana Verenigde Staten - Tsjechië Italië - Verenigde Staten Tsjechië - Ghana Tsjechië - Italië Ghana - Verenigde Staten | Australië - Japan Brazilië - Kroatië Brazilië - Australië Japan - Kroatië Japan - Brazilië Kroatië - Australië                                  | Frankrijk - Zwitserland Zuid-Korea - Togo Frankrijk - Zuid-Korea Togo - Zwitserland Togo - Frankrijk Zwitserland - Zuid-Korea                                           | Spanje - Oekraïne Tunesië - Saoedi-Arabië Spanje - Tunesië Saoedi-Arabië - Oekraïne Saoedi-Arabië - Spanje Oekraïne - Tunesië |
| Achtste finales | | | |
| Duitsland - Zweden Argentinië - Mexico                                                                                           | Italië - Australië Zwitserland - Oekraïne | Engeland - Ecuador Portugal - Nederland | Brazilië - Ghana Spanje - Frankrijk                                                                                           |
| Kwartfinales | | | |
| Duitsland - Argentinië | Italië - Oekraïne | Engeland - Portugal | Brazilië - Frankrijk |
| Halve finales | | | |
| Duitsland - Italië | Duitsland - Italië | Portugal - Frankrijk | Portugal - Frankrijk |
| Troostfinale | | | |
| Duitsland - Portugal | | | |
| Finale | | | |
| Italië - Frankrijk | | | |